# 이카자키역
이카자키역(일본어: 五十崎駅)은 일본 에히메현 기타군 우치코정에 있는 시코쿠 여객철도의 역이다.
역 번호는 U11이며, 단선 승강장 1면 1선의 구조를 지닌 지상역이다.

## 역 주변
- 국도 제56호선

## 인접 정차역
| 시코쿠 여객철도 우치코 선 | 시코쿠 여객철도 우치코 선 | 시코쿠 여객철도 우치코 선 |
| ------------------------- | ------------------------- | ------------------------- |
| U 10 우치코 우치코 방면   | 우치코 선                 | 기타야마 U 12 니야 방면   |